# Karame
Karame (arabisch الكرامة, DMG al-Karāma), auch Karameh geschrieben, ist eine Stadt in Jordanien im Gouvernement al-Balqa. Sie hatte eine Einwohnerzahl von 11.119 Einwohnern im Jahr 2015. Karame liegt im westlichen Zentrum Jordaniens, in der Nähe der Allenby-Brücke, die den Jordan überspannt. Der Ort liegt am Ostufer des Flusses, an der Grenze zwischen Jordanien, Israel und dem von Israel verwalteten Gebiet C im Westjordanland.

## Geschichte
Nahe des Ortes ereignete sich am 21. März 1968 die Schlacht von Karame, ein Gefecht zwischen etwa 15.000 Mann der Israel Defense Forces (IDF) und kombinierten Kräften der Palästinensischen Befreiungsorganisation (PLO) und der jordanischen Streitkräfte, während des Abnutzungskriegs. Im Anschluss an die Schlacht begann die PLO zu erstarken. Die PLO sprach offen vom Sturz der jordanischen Haschemitischen Monarchie. Die entstehenden Spannungen führten zu ihrer Ausweisung aus Jordanien und ihrem anschließenden Exil im Libanon aufgrund der Ereignisse des Schwarzen September 1970.

## Demografie
Die Bevölkerung ist in den letzten Jahren angestiegen.
| Jahr          | Einwohnerzahl |
| ------------- | ------------- |
| 1994 (Zensus) | 7.368         |
| 2004 (Zensus) | 8.113         |
| 2015 (Zensus) | 11.119        |